# Bondo
Bondo település Olaszországban, Trento megyében.  Bondo Bolbeno, Tione di Trento, Zuclo, Breguzzo, Roncone és Lardaro községekkel határos.

## Népesség
A település népességének változása: